# Kane (band)
Kane is een Nederlandse rockband, die actief was tussen 1998 en 2014. De band bestaat voornamelijk uit de twee oorspronkelijke leden Dinand Woesthoff (zanger) en Dennis van Leeuwen (gitarist). In 2022 werd de band weer actief. Op 28 maart 2025 gaven ze aan dat ze op 17 en 18 oktober hun laatste concerten zullen geven.

## Biografie
De groep ontstond in 1998 in Den Haag. Van Leeuwen trad met zijn reggaebandje 'Er Was Eens' op in een strandtent. Hij raakte aan de praat met Dinand Woesthoff, de eigenaar van de strandtent. Beiden hadden een passie voor muziek, en het duurde niet lang voor Henkjan Smits ze ontdekte in café De Paap, waar ze toen nog voor een klein publiek optraden, onder de naam Citizen Kane. Niet veel later werden ze gecontracteerd door BMG en koppelde Smits de band aan Edwin Jansen voor het management bij AT Productions. De muziek kan worden omschreven als gitaarrock en is geïnspireerd door U2.
In de zomer van 1999 brak de groep definitief door met de debuutsingle "Where Do I Go Now". Het album As Long As You Want This uit 1999 stond anderhalf jaar in de Nederlandse Album Top 100 en verkreeg de dubbele platina status. Het tweede album So Glad You Made It bracht de carrière van band naar een hoger niveau. De gelijknamige leadsingle en Let it be bereikten respectievelijk de vierde en de tiende positie in de Nederlandse Top 40. De jaren daarna verkreeg Kane een prijs van onder andere TMF en MTV alsmede een Edison. Kane trad op op Parkpop en Pinkpop.

### Guusje Nederhorst
De echtgenote van Woesthoff was Guusje Nederhorst. Zij overleed op 29 januari 2004 aan kanker. Woesthoff wijdde het lied "Dreamer (Gussie's song)" aan zijn overleden vrouw. Deze single ging gelijktijdig op verschillende radio- en televisiestations in première en debuteerde op de eerste positie, en werd de best verkochte Nederlandse single van dat jaar. De opbrengsten van deze single, €273.000, gaf hij aan het KWF Kankerbestrijding.

### Eerste nummer 1-hits
Het derde studioalbum van de band, Fearless, kwam in 2005 binnen op de eerste positie in de Album Top 100. De eerste twee singles "Something to Say" en "Fearless" bereikten beiden de eerste positie in de Nederlandse Top 40.
Op 13 augustus 2005 trad Kane op tijdens een openluchtconcert op het strand van Almere. Daar kwamen meer dan 30.000 mensen op af. Enkele dagen daarvoor trad de band voor 1.500 personen op in Paradiso te Amsterdam. In december 2005 bekroonde Kane een succesvol jaar met twee uitverkochte shows in Ahoy Rotterdam. Op 26 augustus 2006 verzorgde Kane een grote liveshow op het Malieveld in Den Haag.
Op 6 juni 2009 was Kane de eerste liveact in het ADO Den Haag Stadion, als testcase om te kijken of dit stadion ook gebruikt kan worden als concertpodium in de toekomst. Dit was volgens de eerste recensies een succes en met 12.000 bezoekers uitverkocht.

### Stijlverandering
De band brak met RCA en nam het vierde studioalbum op in eigen beheer. In latere stadium werd gekozen voor een samenwerking met Universal. Op 9 mei 2008 bracht de band Everything You Want uit, waarop de band met elektronische muziek experimenteerde. Het album was opgenomen in de Verenigde Staten en behaalde de eerste positie. Leadsingle "Catwalk Criminal" werd tijdens het nieuwjaarsconcert gespeeld en een week erna uitgebracht. Het nummer kwam binnen op de tweede positie. "Shot of a Gun" werd als tweede single uitgebracht, en behaalde wel de eerste positie.

### Vijfde album
Op 27 november 2009 bracht de band het vijfde studioalbum No Surrender uit met een gelijknamig nummer als eerste single. Het album, door Woesthoff beschreven als kort en bondig, is geproduceerd door Woesthoff, van Leeuwen en toetsenist Brandsen.
Op deze cd staat ook het nummer "Love Over Healing", de themasong van de soundtrack van de film Komt een vrouw bij de dokter naar het gelijknamige boek van Kluun. Regisseur Reinout Oerlemans benaderde Dinand persoonlijk om een nummer voor de film.

### Zesde album
Op 2 oktober 2012 presenteerde de band hun nieuwe single "Come Together" op Google+. Zij waren hiermee de eerste band die dit deed. Vanaf 5 oktober kon de single gedownload worden. Op 23 november 2012 kwam het gelijknamige album uit.
Op 27 september 2013 maakte Kane bekend een pauze van een jaar in te lassen. De geplande clubtour ging door, maar in 2014 wilden de bandleden zich op andere projecten richten. In december 2014 maakten de bandleden bekend definitief te stoppen met Kane.

### Terugkeer
Op 25 september 2023 verscheen een vierdelige documentaireserie over Kane op Videoland, getiteld Kane - A Story Recorded. Tegelijkertijd met de première maakten Woesthoff en Van Leeuwen bekend dat de band een dag later de nieuwe single "What Are You Waiting For?" uit zou brengen. Aan het einde van de documentaire werd getoond hoe de twee leden de single een jaar eerder hadden opgenomen. In 2024 trad Kane vijf keer op de Ziggo Dome in een show met de naam 'reCONNECT'.

## Internationaal
Kane probeerde ook carrière te maken buiten Nederland. In 2000 scoorden ze een notering in de Portugese hitlijsten met "I Will Keep My Head Down". In Vlaanderen behaalde de Tiësto-remix van "Rain Down on Me" in 2004 de eerste positie. Hiermee scoorde ze ook een bescheiden notering in de Britse hitlijsten.

## Bandleden
Kane kende een lange geschiedenis van bezettingswisselingen. Sinds de oprichting in 1998 zaten er 19 verschillende bandleden in de groep. Hierbij moet wel opgemerkt worden dat sommige leden slechts eenmalig voor het album February ingehuurd waren.
Eind 2004 verliet bassist Dion Murdoch de band om te drummen bij de Nederlandse band Intwine. Murdoch werd vervangen door Yolanda Charles, die onder andere in de band van Robbie Williams heeft gespeeld. Zij nam een deel van de opname van het nieuwe album Fearless voor haar rekening maar is ook alleen voor een deel van de opnames van dit album ingehuurd. Martijn Bosman kwam tijdens het maken van So Glad You Made It in de band en heeft het grootste deel van het album gedrumd. Bassist Manuel Hugas, die ook speelde op de cd/dvd February, speelde tijdens de live-optredens in 2006/2007 mee in Kane. Toetsenist Nico Brandsen was geen vast bandlid, maar speelde wel (bijna) altijd mee tijdens live-optredens. Hij is op 10 januari 2024 aan een hersentumor overleden.

## Discografie

### Albums
| Album met eventuele hitnotering(en) in de Nederlandse Album Top 100 | Datum van verschijnen | Datum van binnenkomst | Hoogste positie | Aantal weken | Opmerkingen   |
| ------------------------------------------------------------------- | --------------------- | --------------------- | --------------- | ------------ | ------------- |
| As Long As You Want This                                            | 28-01-2000            | 05-02-2000            | 2               | 105          | 2x Platina    |
| With or Without You                                                 | 2000                  | 09-12-2000            | 22              | 13           | Goud          |
| So Glad You Made It                                                 | 30-10-2001            | 10-11-2001            | 2               | 82           | Platina       |
| What If                                                             | 17-06-2003            | 21-06-2003            | 1(1wk)          | 52           | Goud          |
| February                                                            | 03-05-2004            | 29-05-2004            | 2               | 27           |               |
| Fearless                                                            | 23-05-2005            | 28-05-2005            | 1(2wk)          | 38           | Platina       |
| Everything You Want                                                 | 09-05-2008            | 17-05-2008            | 1(2wk)          | 23           | Goud          |
| De Kuip - Live                                                      | 2008                  | 06-12-2008            | 21              | 7            | Livealbum     |
| No Surrender                                                        | 27-11-2009            | 05-12-2009            | 2               | 66           | Platina       |
| Singles Only                                                        | 11-03-2011            | 19-03-2011            | 2               | 27           | Verzamelalbum |
| Come Together                                                       | 23-11-2012            | 01-12-2012            | 3               | 21           | Goud          |
| Re/Connect Live                                                     | 28-11-2024            | 14-12-2024            | 13              | 1            | Livealbum     |

| Album met hitnotering(en) in de Vlaamse Ultratop 200 albums | Datum van verschijnen | Datum van binnenkomst | Hoogste positie | Aantal weken | Opmerkingen |
| ----------------------------------------------------------- | --------------------- | --------------------- | --------------- | ------------ | ----------- |
| What If                                                     | 2003                  | 13-03-2004            | 24              | 18           |             |
| Fearless                                                    | 2005                  | 28-05-2005            | 9               | 20           |             |
| Everything You Want                                         | 2008                  | 17-05-2008            | 25              | 8            |             |
| No Surrender                                                | 2009                  | 12-12-2009            | 89              | 1            |             |
| Come Together                                               | 2012                  | 01-12-2012            | 64              | 4            |             |

### Singles
| Single met eventuele hitnotering(en) in de Nederlandse Top 40 | Datum van verschijnen | Datum van binnenkomst | Hoogste positie | Aantal weken | Opmerkingen                                                         |
| ------------------------------------------------------------- | --------------------- | --------------------- | --------------- | ------------ | ------------------------------------------------------------------- |
| Where Do I Go Now                                             | 1999                  | 14-08-1999            | 29              | 4            | Nr. 45 in de Single Top 100                                         |
| Damn Those Eyes                                               | 1999                  | 18-12-1999            | 26              | 7            | Nr. 30 in de Single Top 100                                         |
| I Will Keep My Head Down                                      | 2000                  | 17-06-2000            | 12              | 8            | Nr. 20 in de Single Top 100 / Alarmschijf                           |
| Can You Handle Me                                             | 2000                  | 28-10-2000            | 10              | 13           | Nr. 45 in de Single Top 100 / Alarmschijf                           |
| So Glad You Made It                                           | 2001                  | 22-09-2001            | 4               | 9            | Nr. 7 in de Single Top 100 / Alarmschijf                            |
| Let It Be                                                     |                       | 19-01-2002            | 10              | 9            | Nr. 17 in de Single Top 100 / Alarmschijf                           |
| Rain Down on Me                                               | 22-05-2002            | 01-06-2002            | 14              | 8            | Nr. 29 in de Single Top 100 / Alarmschijf                           |
| Hold On to the World                                          | 18-10-2002            | 26-10-2002            | 25              | 4            | Nr. 19 in de Single Top 100                                         |
| My Best Wasn't Good Enough                                    | 04-03-2003            | 15-03-2003            | 5               | 14           | Nr. 3 in de Single Top 100                                          |
| Before You Let Me Go                                          | 27-06-2003            | 05-07-2003            | 4               | 10           | met Ilse DeLange / Nr. 3 in de Single Top 100                       |
| Rain Down on Me                                               | 27-06-2003            | 12-07-2003            | 6               | 12           | Tiësto Remix / Nr. 3 in de Single Top 100 / Dancesmash op Radio 538 |
| My Heart's Desire                                             | 2004                  | 15-05-2004            | tip29           | -            |                                                                     |
| Something to Say                                              | 02-05-2005            | 16-04-2005            | 1(2wk)          | 16           | Nr. 1 in de Single Top 100 / Alarmschijf                            |
| Fearless                                                      | 2005                  | 06-08-2005            | 1(3wk)          | 10           | Nr. 1 in de Single Top 100 / Alarmschijf                            |
| All I Can Do                                                  | 11-11-2005            | 26-11-2005            | 12              | 8            | Nr. 9 in de Single Top 100 / Alarmschijf                            |
| Believe It                                                    |                       | 04-03-2006            | 4               | 9            | Nr. 4 in de Single Top 100 / Alarmschijf                            |
| Catwalk Criminal                                              | 25-01-2008            | 09-02-2008            | 4               | 6            | Nr. 2 in de Single Top 100                                          |
| Shot of a Gun                                                 | 11-04-2008            | 05-04-2008            | 1(2wk)          | 15           | Nr. 2 in de Single Top 100 / Alarmschijf                            |
| Wanna Make It Happen                                          | 2008                  | 16-08-2008            | 34              | 3            | Alarmschijf                                                         |
| It's London Calling                                           | 2008                  | 25-10-2008            | 10              | 7            | Nr. 25 in de Single Top 100 / Alarmschijf                           |
| No Surrender                                                  | 11-2009               | 14-11-2009            | 3               | 21           | Nr. 1 in de Single Top 100                                          |
| No Surrender (Liveversie)                                     | 02-2010               | 06-02-2010            | 3               | 9            | Dubbelnotering / met Carice van Houten / Nr. 1 in de Single Top 100 |
| Love over Healing                                             | 2009                  | 02-01-2010            | 20              | 9            | Nr. 26 in de Single Top 100                                         |
| In Over My Head                                               | 2010                  | 10-04-2010            | 27              | 8            | Nr. 43 in de Single Top 100 / Alarmschijf                           |
| Scream                                                        | 2010                  | 31-07-2010            | tip10           | -            |                                                                     |
| High Places                                                   | 2010                  | 06-11-2010            | 13              | 11           | met Ilse DeLange / Nr. 12 in de Single Top 100                      |
| Come Together                                                 | 05-10-2012            | 20-10-2012            | 16              | 10           | Nr. 12 in de Single Top 100 / Alarmschijf                           |
| I Love This City                                              | 2012                  | 02-02-2013            | 31              | 2            | Nr. 68 in de Single Top 100 / Alarmschijf                           |
| First Crash Overthrow                                         | 2013                  | 27-04-2013            | tip5            | -            | met Tim Wes / Nr. 96 in de Single Top 100                           |
| What Are You Waiting For?                                     | 26-09-2023            | 07-10-2023            | 33              | 5            |                                                                     |
| War Ends Today                                                | 06-12-2023            | 09-12-2023            | tip11           | 6            |                                                                     |
| What If I Want You Now                                        | 02-05-2024            | 04-05-2024            | tip19           | 7            |                                                                     |
| Older                                                         | 28-03-2025            | 29-03-2024            | tip27           | 3            |                                                                     |

| Single met hitnotering(en) in de Vlaamse Ultratop 50 | Datum van verschijnen | Datum van binnenkomst | Hoogste positie | Aantal weken | Opmerkingen  |
| ---------------------------------------------------- | --------------------- | --------------------- | --------------- | ------------ | ------------ |
| Rain Down on Me                                      | 2003                  | 24-01-2004            | 1(2wk)          | 20           | Tiësto Remix |
| Can You Handle Me                                    | 2004                  | 26-06-2004            | tip2            | -            |              |
| Something to Say                                     | 2005                  | 21-05-2005            | 33              | 3            |              |
| Fearless                                             | 2005                  | 06-08-2005            | tip7            | -            |              |
| All I Can Do                                         | 2005                  | 26-11-2005            | tip9            | -            |              |
| Believe It                                           | 2005                  | 01-04-2006            | tip8            | -            |              |
| Shot of a Gun                                        | 2008                  | 19-04-2008            | tip2            | -            |              |
| Come Together                                        | 2012                  | 13-10-2012            | tip29           | -            |              |
| I Love This City                                     | 2013                  | 09-02-2013            | tip43           |              |              |

### NPO Radio 2 Top 2000
| Nummers met noteringen in de NPO Radio 2 Top 2000 | '07 | '08 | '09  | '10 | '11  | '12  | '13  | '14  | '15  | '16  | '17  | '18  | '19  | '20  | '21  | '22  | '23  | '24  |
| ------------------------------------------------- | --- | --- | ---- | --- | ---- | ---- | ---- | ---- | ---- | ---- | ---- | ---- | ---- | ---- | ---- | ---- | ---- | ---- |
| Before you let me go (met Ilse DeLange)           | -   | -   | -    | -   | -    | -    | -    | 1711 | -    | -    | -    | -    | -    | -    | -    | -    | -    | -    |
| Damn Those Eyes                                   | -   | -   | 1081 | -   | 1152 | 1148 | 1224 | 1217 | 1403 | 1540 | 1308 | 1860 | 1828 | 1733 | 1798 | 1919 | 1452 | 1633 |
| No Surrender                                      | ×   | ×   | -    | 178 | 331  | 627  | 690  | 624  | 1102 | 1510 | 1595 | 1944 | -    | 1856 | 1906 | -    | 1559 | 1910 |
| Rain Down on Me                                   | 908 | -   | 712  | 599 | 555  | 539  | 546  | 498  | 608  | 673  | 735  | 1001 | 1046 | 751  | 862  | 927  | 517  | 676  |
| Shot of a Gun                                     | ×   | -   | 1740 | -   | -    | -    | -    | -    | -    | -    | -    | -    | -    | -    | -    | -    | -    | -    |

1. ↑  Een '-' betekent dat het nummer niet was genoteerd, een '×' betekent dat het nummer nog niet was uitgebracht en een vetgedrukt getal geeft de hoogste notering van een nummer aan.
2. ↑  2007 was het eerste jaar met een notering voor Kane.

### Dvd's
| Dvd's met hitnoteringen in de DVD Top 30 | Datum van verschijnen' | Datum van binnenkomst | Hoogste positie | Aantal weken | Opmerkingen |
| ---------------------------------------- | ---------------------- | --------------------- | --------------- | ------------ | ----------- |
| With or Without You                      | 2000                   | 09-12-2000            | 1(6wk)          | 9            |             |
| Live in Rotterdam                        | 2003                   | 05-04-2003            | 1(3wk)          | 60           |             |
| February                                 | 2004                   | 29-05-2004            | 2               | 24           |             |
| Live 05                                  | 2005                   | 10-12-2005            | 2               | 35           |             |
| De Kuip Live                             | 2008                   | 06-12-2008            | 7               | 6            |             |

### Prijzen
Kane is zes keer onderscheiden met een Edison:
- 2001: Beste 'Alternative' (voor As Long As You Want This)
- 2002: Beste 'Alternative' (voor So Glad You Made It)
- 2002: Beste album (voor So Glad You Made It)
- 2004: Beste dvd (voor Live in Rotterdam)
- 2010: Beste single (voor No Surrender)
- 2013: Beste groep (voor Come Together)

Kane heeft drie keer een prijs ontvangen tijdens de 3FM Awards:
- 2005: Beste band
- 2006: Beste album (Fearless)
- 2013: Beste artiest